# Bartholomea annulata
Bartholomea annulata är en havsanemonart som först beskrevs av Le Sueur 1817.  Bartholomea annulata ingår i släktet Bartholomea och familjen Aiptasiidae. Inga underarter finns listade i Catalogue of Life.